# Itagüí
Itagüí este un municipiu în Columbia, in departamentul Antioquia.